# 바람내리포
바람내리포는 전라남도 신안군 흑산면 흑산도 남쪽에 있는 해역이다. 지역주민들이 바람이 불 때 비탈에 바람이 부딪혀 내려와서 "바람내리개"라고 부르고 있다.

## 해양지명
- 제정 해양지명 : 바람내리포[1]
- 대표위치(WGS-84) : 34°37´28.0"N, 125°24´33.6"E
- 범위 : 전남 신안군 흑산면 흑산도 남쪽 34°37‘27.4”N, 125°24‘39.8”E과 34°37‘24.3”N, 125°24‘28.1”E를 연결한 해역